# Chiesa del Purgatorio (Cerignola)
La chiesa del Purgatorio di Cerignola fu costruita a partire dal 1578 dai Padri Gesuiti insediatisi in città grazie alla generosità dimostrata da Anna De Mendoza, moglie di Carlo Caracciolo conte di Sant'Angelo dei Lombardi e Cerignola.

## Storia

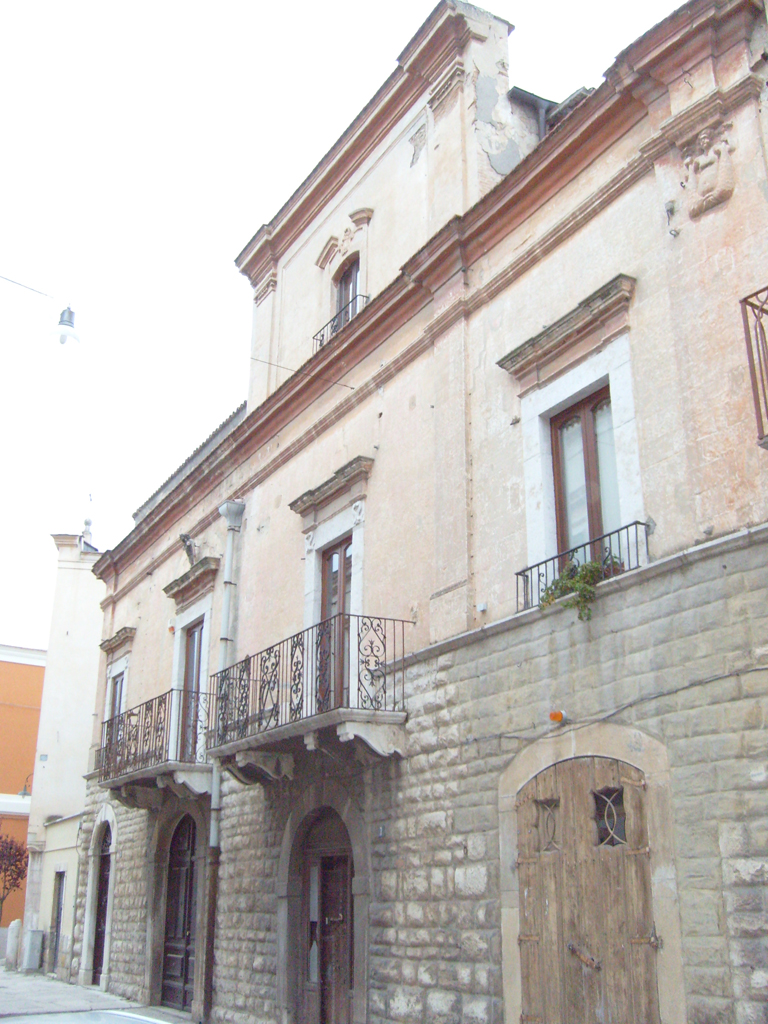
Facciata del Palazzo del Gesù.

La chiesa in un primo momento era situata appena fuori dalla cinta muraria del borgo antico, ma finì ben presto per essere inglobata all'interno dell'abitato, grazie anche alla sua ottima posizione rispetto ad una delle principali direttrici dello sviluppo urbanistico. La chiesa fa parte di un complesso ben più ampio che include il Palazzo del Gesù, un collegio e un ricovero per viandanti e poveri.
Probabilmente nella seconda metà del XVIII secolo, sulla chiesa sono stati effettuati lavori strutturali atti all'allargamento della costruzione sia in altezza che in larghezza.
Nel 1946 l'Amministrazione Comunale ha provveduto a far restaurare il tempio, come ricordato da una lapide commemorativa affissa all'interno dell'edificio.

## Architettura

### Architettura interna
L'interno risulta armonioso nonostante le numerose modifiche apportate tra '700 ed '800. La navata centrale (Fig. 1) è caratterizzata dal portale d'ingresso con tamburo ligneo e dalla cantoria con l'organo a canne risalente al 1701 (Fig. 2); presenta inoltre quattro campate con altari dedicati a: Sant'Isidoro, Sant'Espedito, Gesù morto e la Madonna Addolorata ed al Sacro Cuore di Gesù (Figg. 3-7). Nella navata troviamo inoltre il presbiterio (Fig. 8) con l'altare maggiore del XVII secolo (Fig. 9) che, finemente intarsiato di marmi policromi, pietre dure e madreperla, risulta essere uno dei più preziosi di Puglia (Figg. 10-14). Una tela del XVII secolo raffigurante l'Annunciazione della Vergine Maria (Fig. 15), protettrice della Confraternita, sovrasta il coro ligneo (Fig. 16).
La navata laterale è suddivisa in tre cappelle, che ospitano altrettanti altari dedicati alla Madonna di Lourdes, a San Francesco da Paola e a San Michele (Figg. 17-19).
Grazie anche al lavoro della Confraternita, la chiesa è arricchita da numerose reliquie (Figg. 20-22). Di grande valore sono le statue lignee del XVIII secolo conservate all'interno della chiesa, raffiguranti Gesù Morto e la Madonna Addolorata, e utilizzate durante la processione notturna della Settimana Santa.

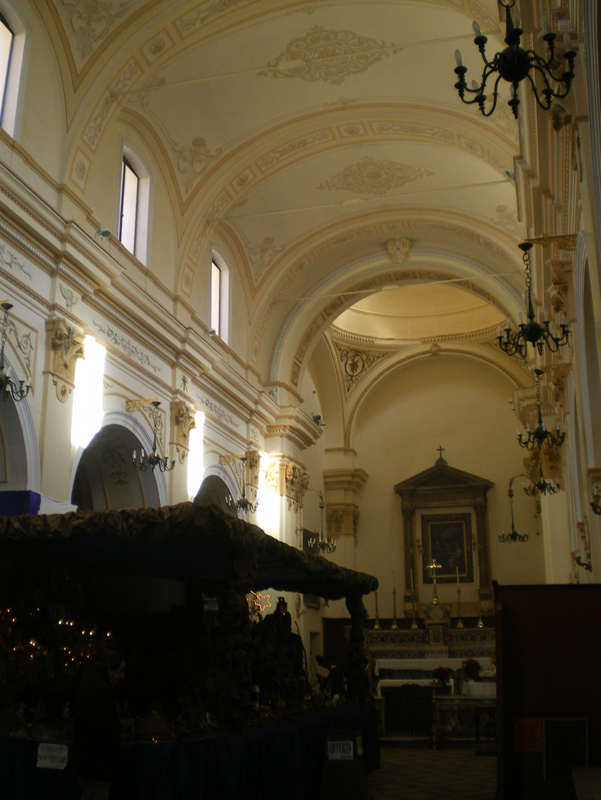
Fig. 1: Navata centrale.
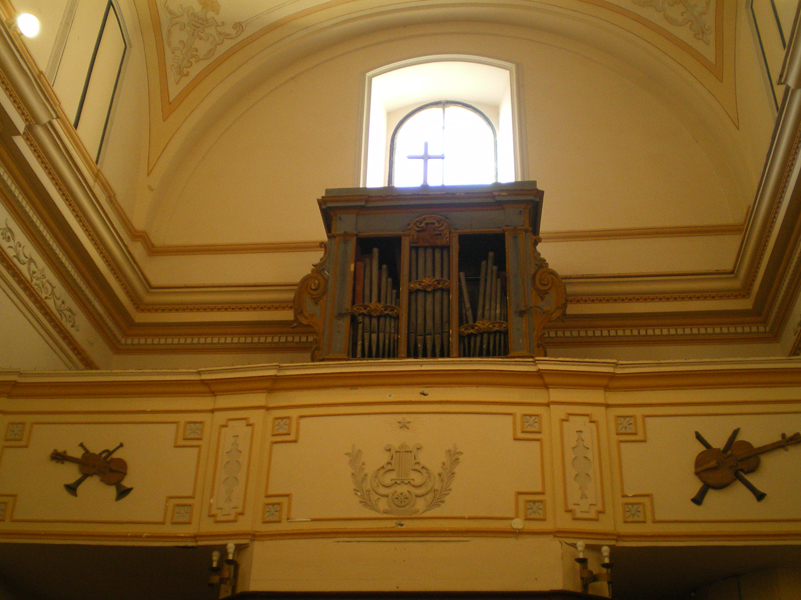
Fig. 2: Organo a canne.
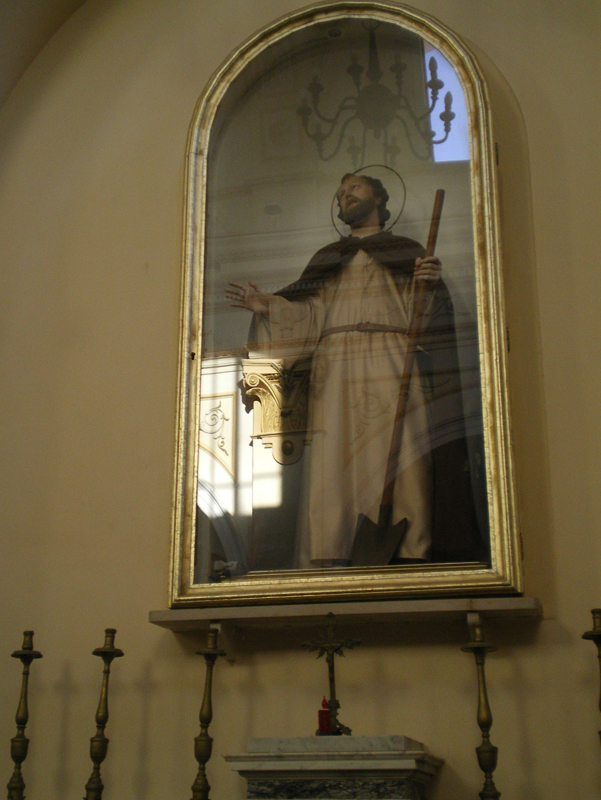
Fig. 3: Statua di Sant'Isidoro.
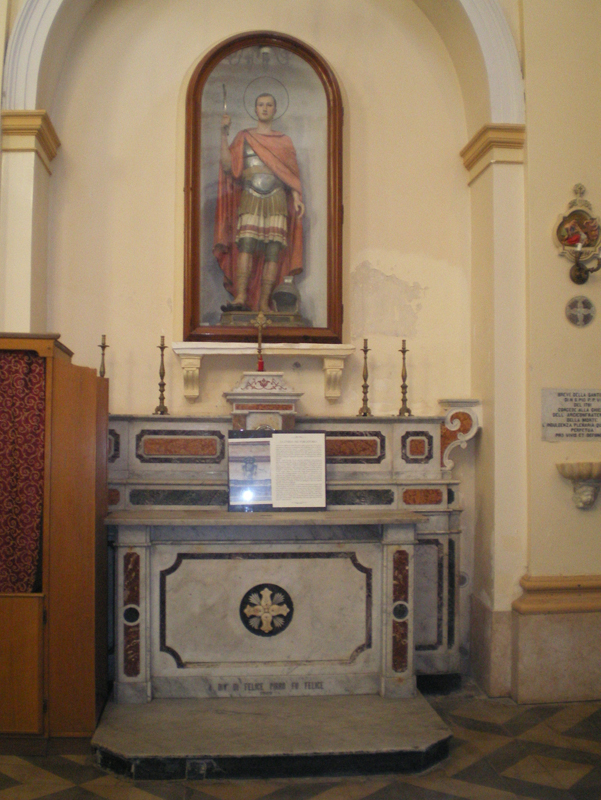
Fig. 4: Statua di Sant'Espedito.
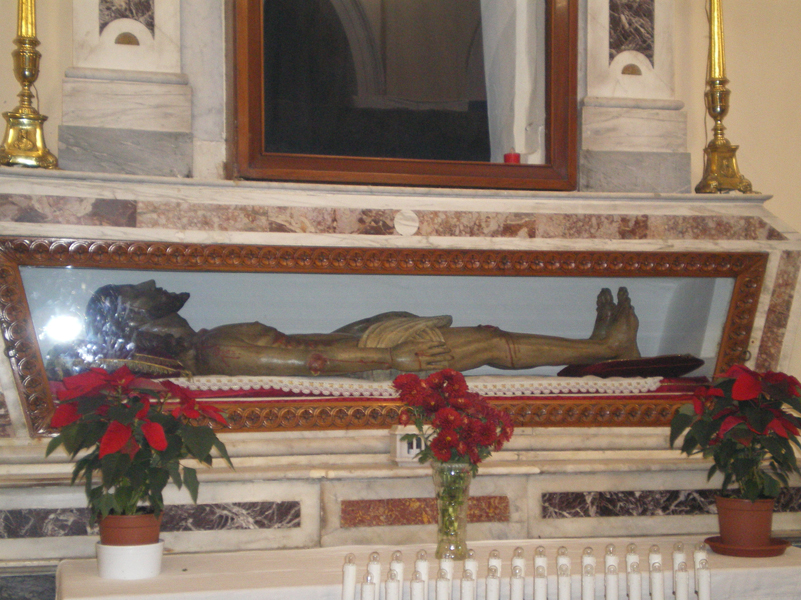
Fig. 5: Statua di Gesù morto.
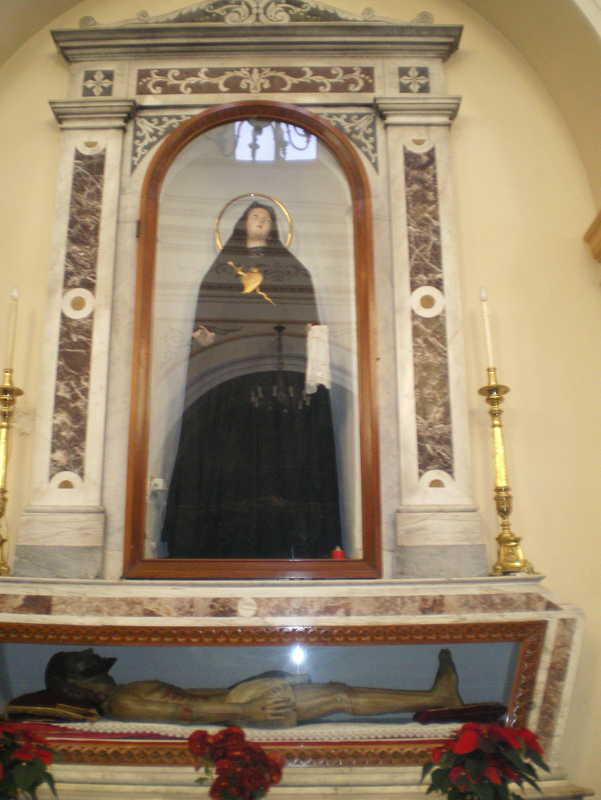
Fig. 6: Statua della Madonna Addolorata.
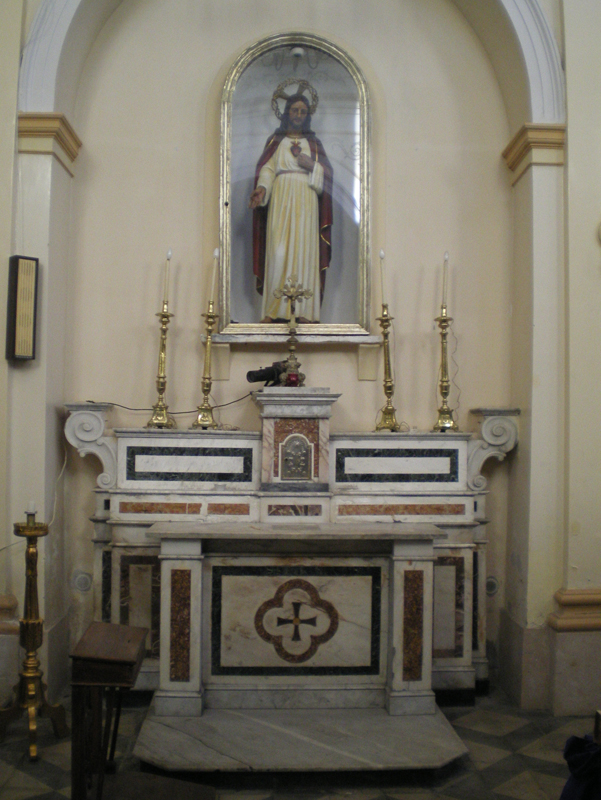
Fig. 7: Statua del Sacro Cuore di Gesù.
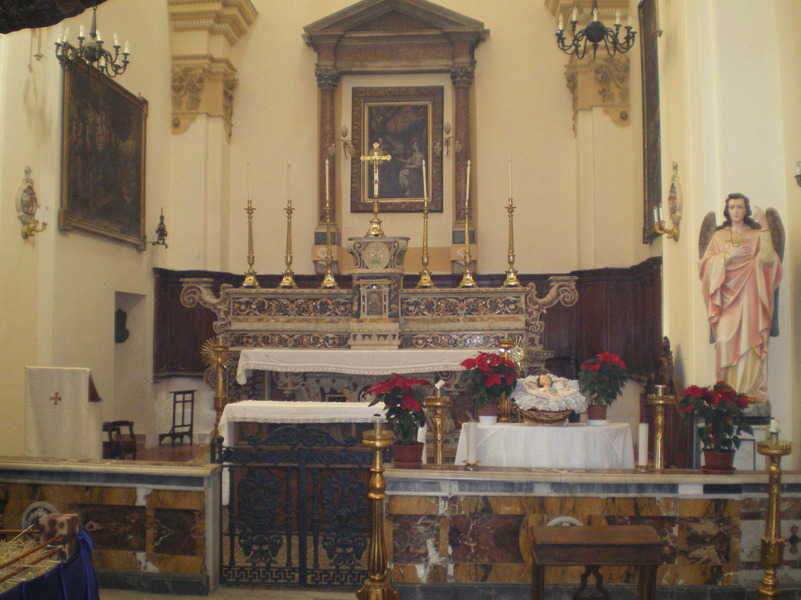
Fig. 8: Il presbiterio con l'altare maggiore.
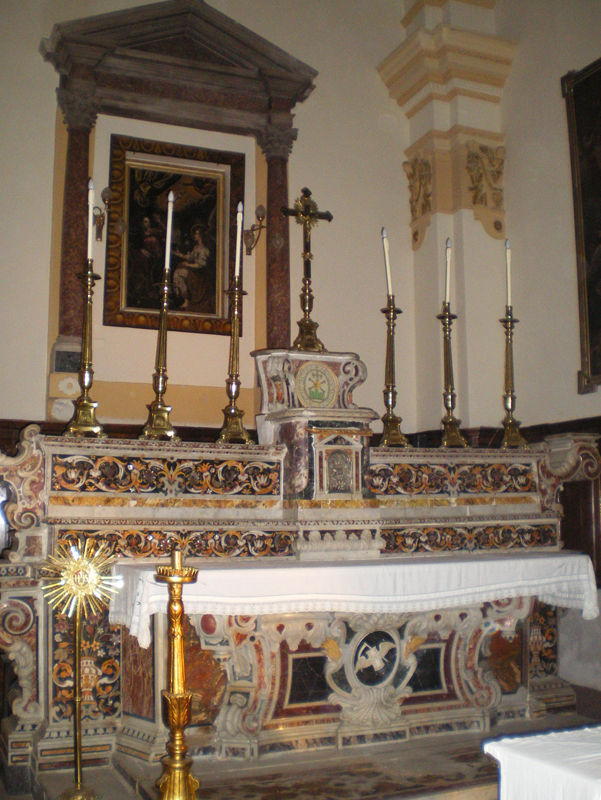
Fig. 9: L'altare maggiore.
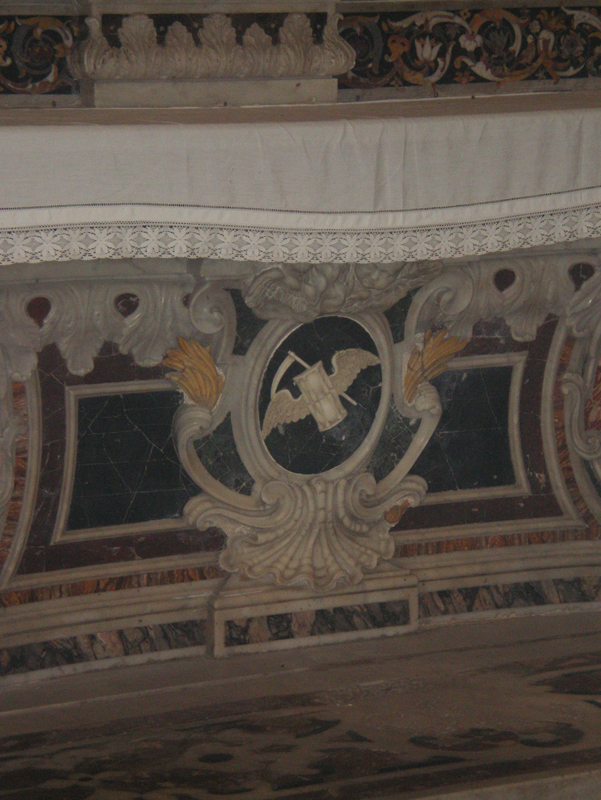
Fig. 10: Particolare delle docorazioni dell'altare.
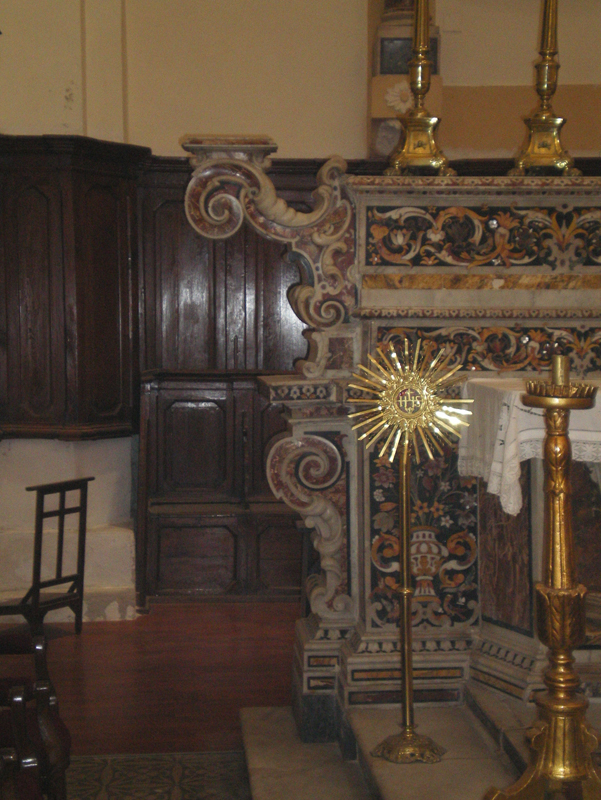
Fig. 11: Particolare delle docorazioni dell'altare.
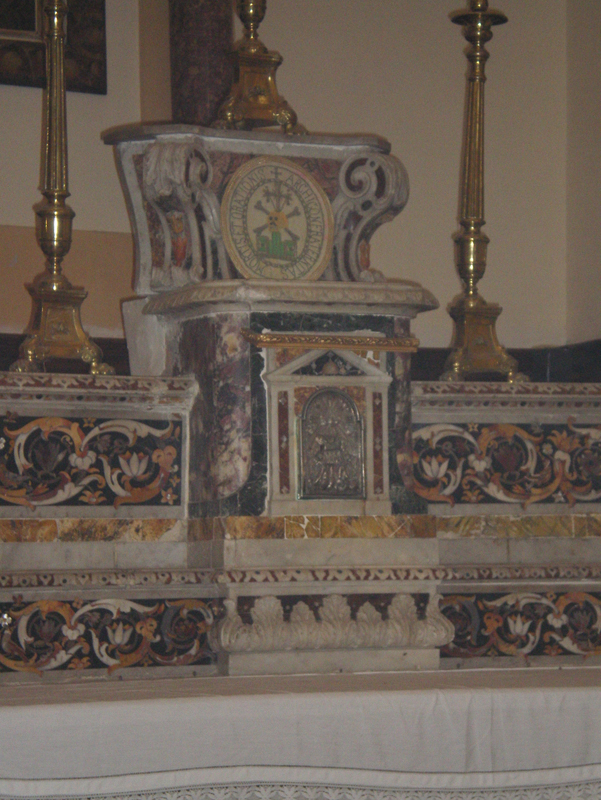
Fig. 12: Particolare delle docorazioni dell'altare.
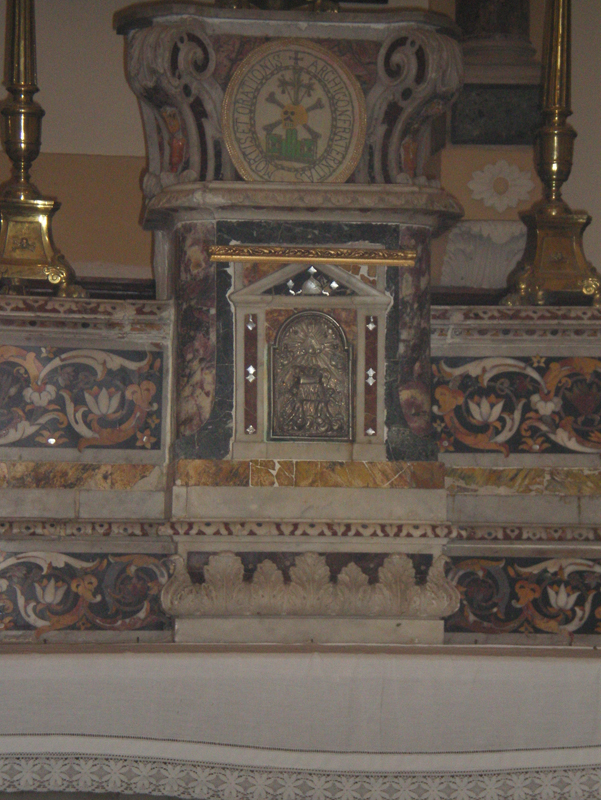
Fig. 13: Particolare delle docorazioni dell'altare.
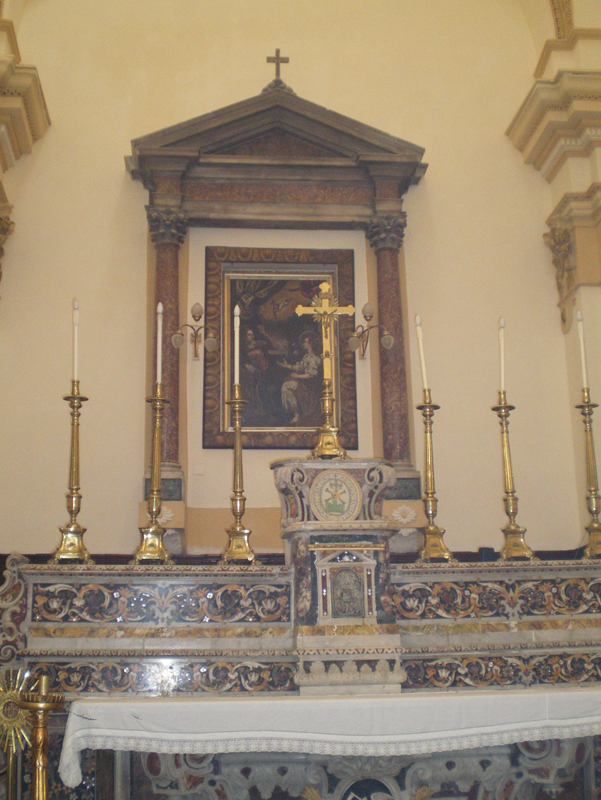
Fig. 14: Particolare delle docorazioni dell'altare.
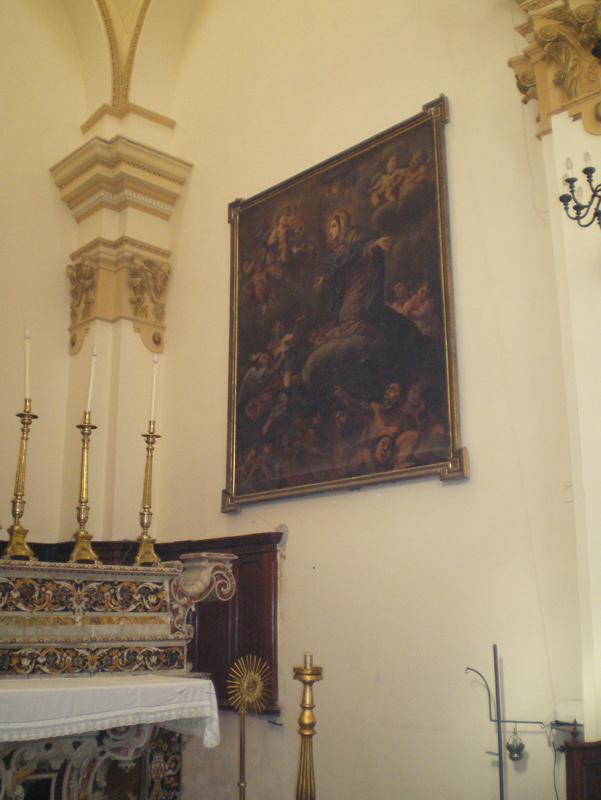
Fig. 15: Tela raffigurante l'Annunciazione della Vergine Maria.
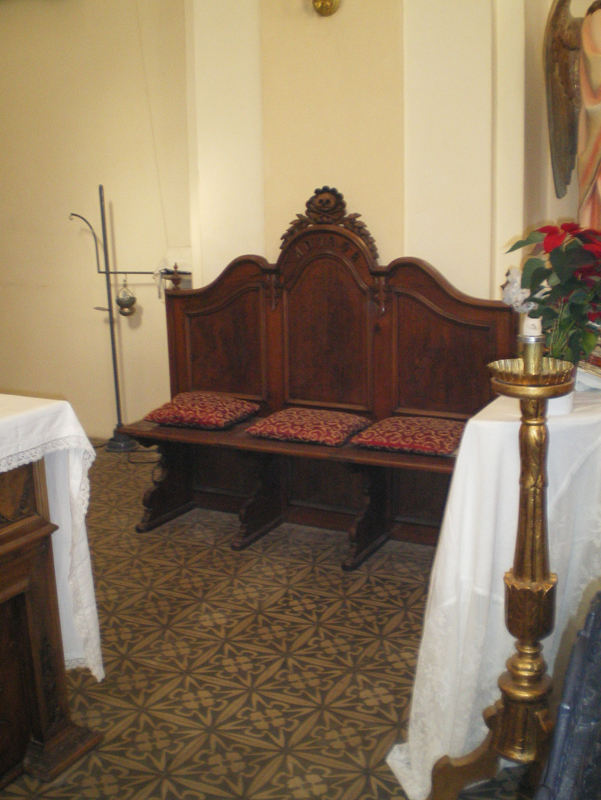
Fig. 16: Particolare del coro ligneo.
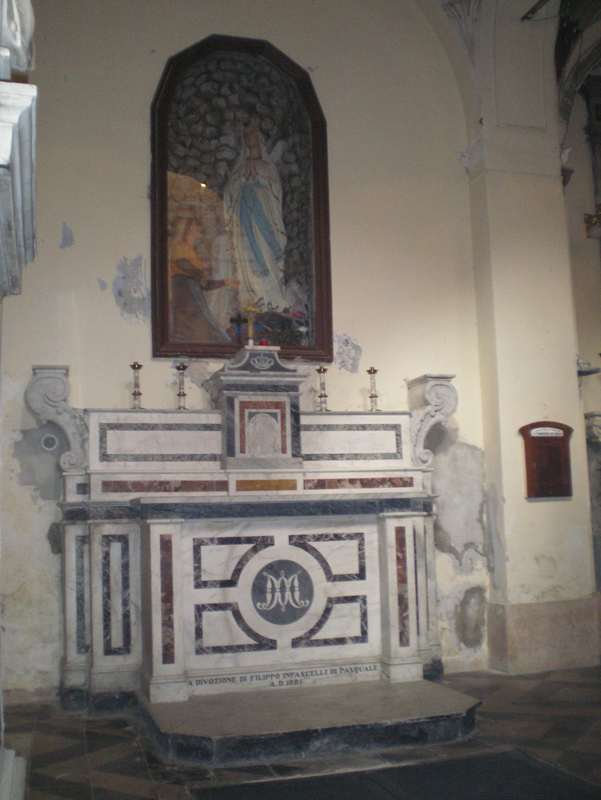
Fig. 17: Statua della Madonna di Lourdes.
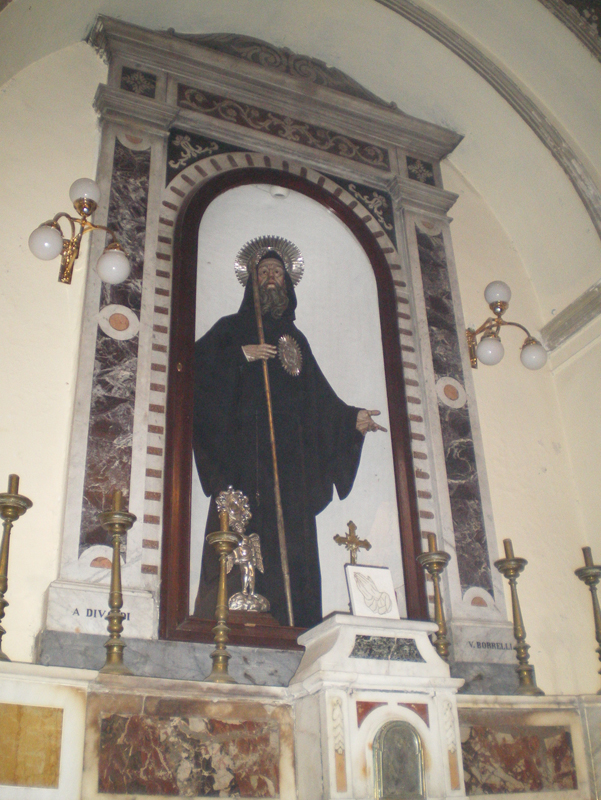
Fig. 18: Statua di San Francesco da Paola.
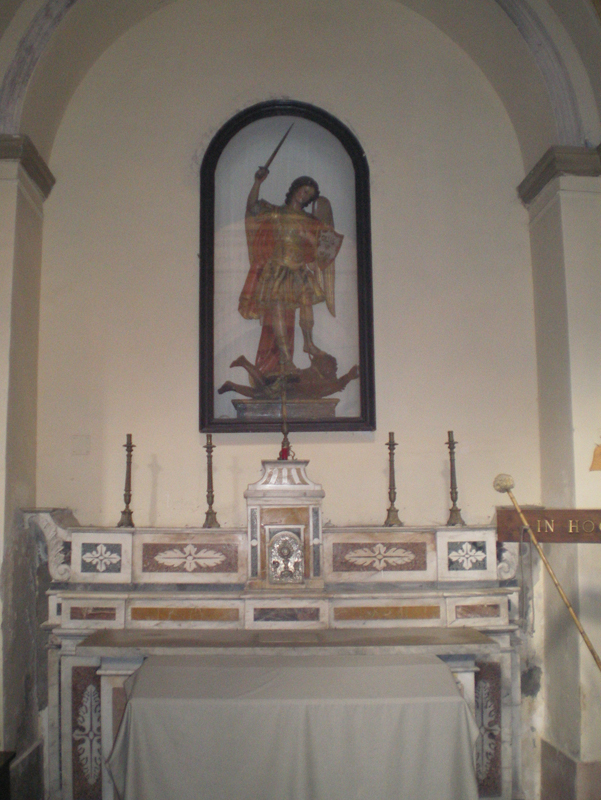
Fig. 19: Statua di San Michele.
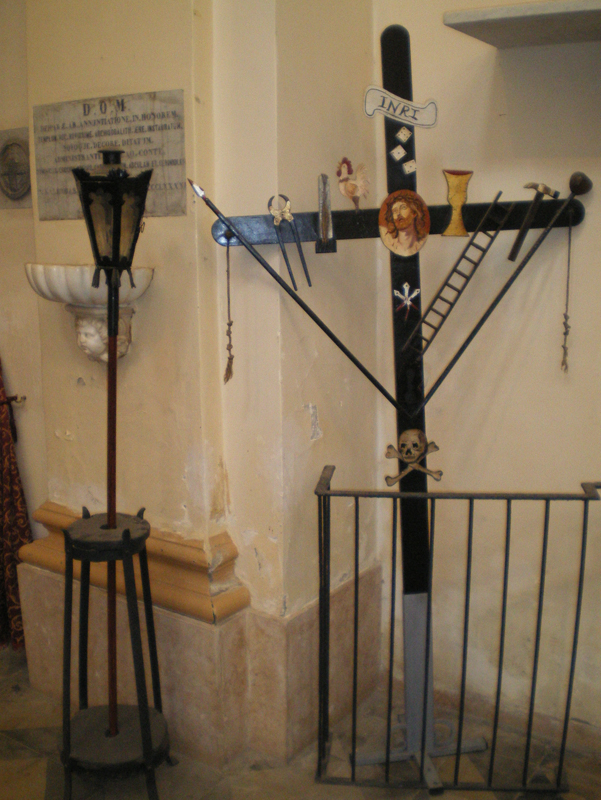
Fig. 20: Reliquie utilizzate durante la processione.
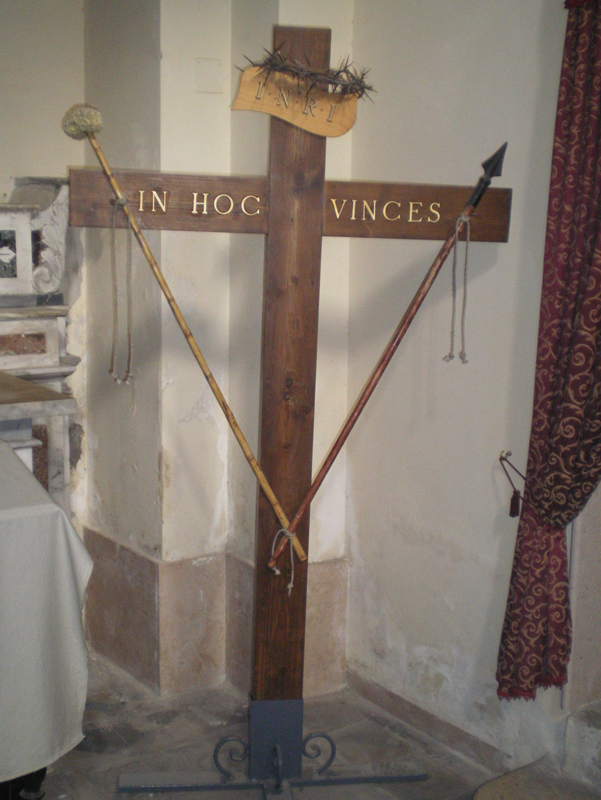
Fig. 21: Particolare delle reliquie.
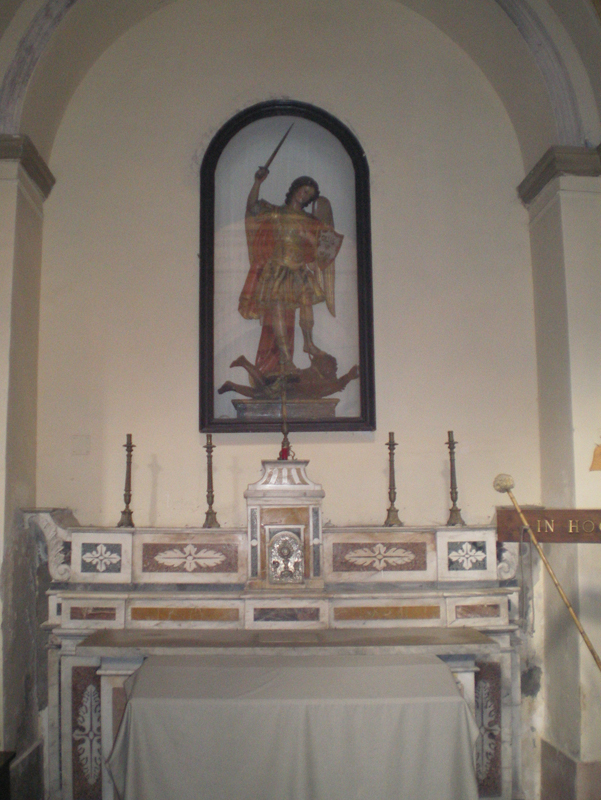
Fig. 21: Particolare delle reliquie.

### Architettura esterna
I lavori effettuati nel XVIII secolo apportarono modifiche sostanziali all'edificio. Fu infatti aggiunta una piccola navata laterale e la facciata fu innalzata e arricchita da un timpano ornato con motivi floreali (Fig. 23). Il frontone del portale frontale risulta di ottima fattura con elementi scultorei ed epigrafici che si rifanno alla simbologia dell'Arciconfraternita della Morte ed Orazione (Fig. 24).

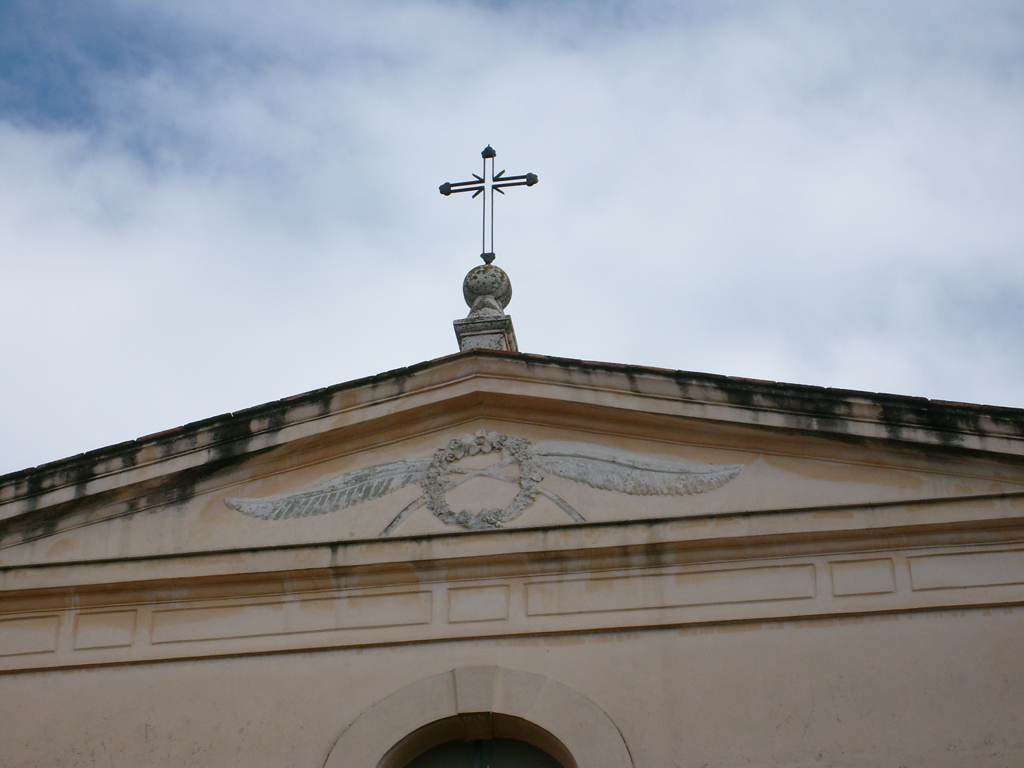
Fig. 23: Particolare del timpano.
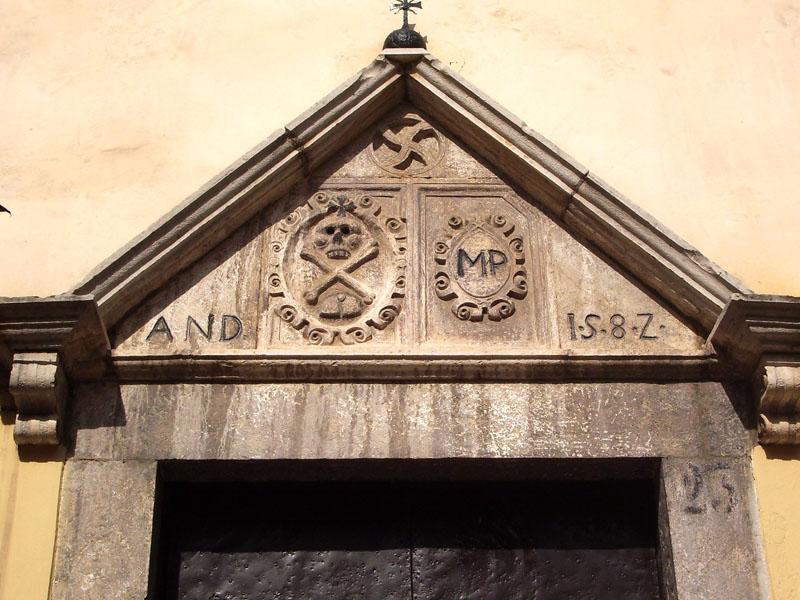
Fig. 24: Particolare del frontone.

## Galleria d'immagini

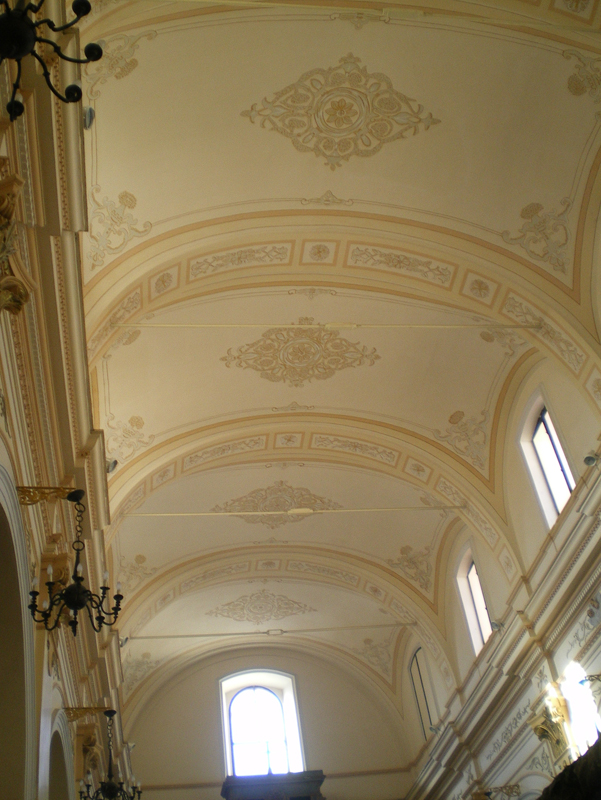
Particolare del soffitto della navata centrale.
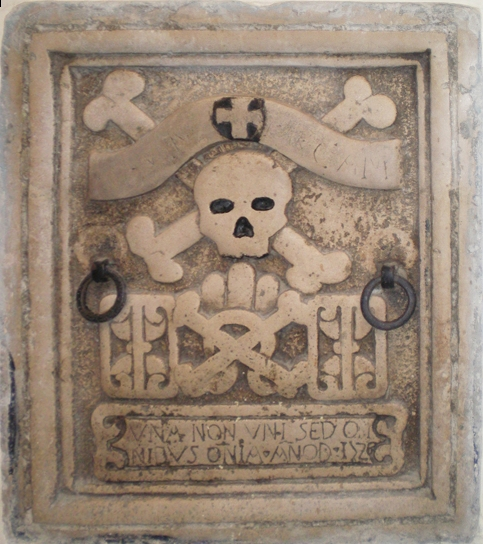
Lastra precedentemente posta all'ingresso della cripta.
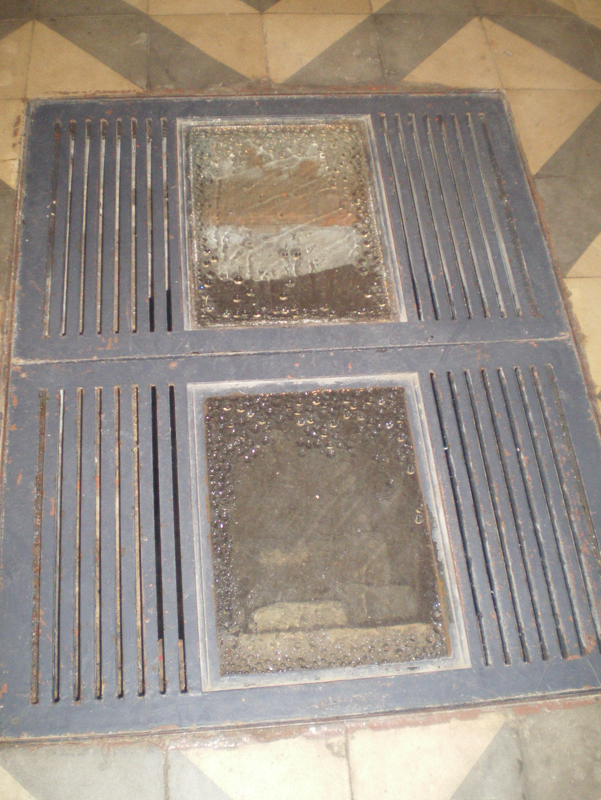
Ingresso della cripta.
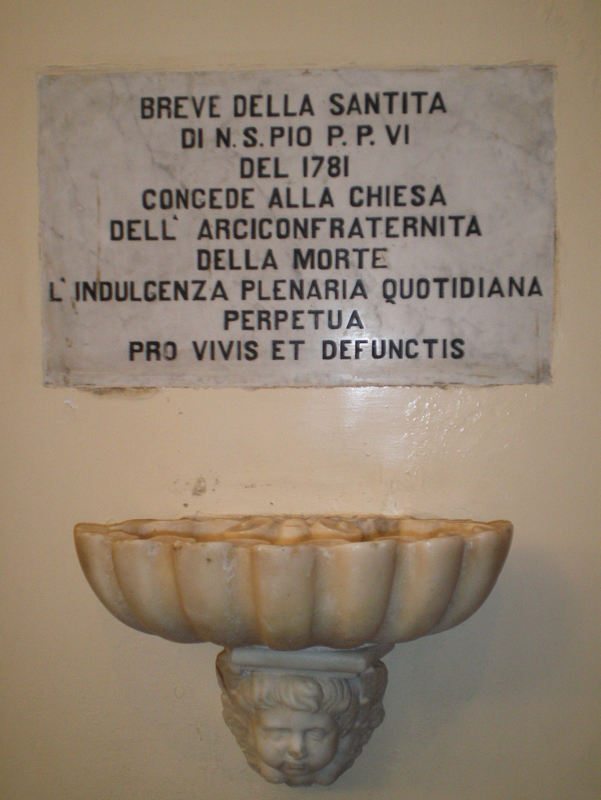
Acquasantiera.
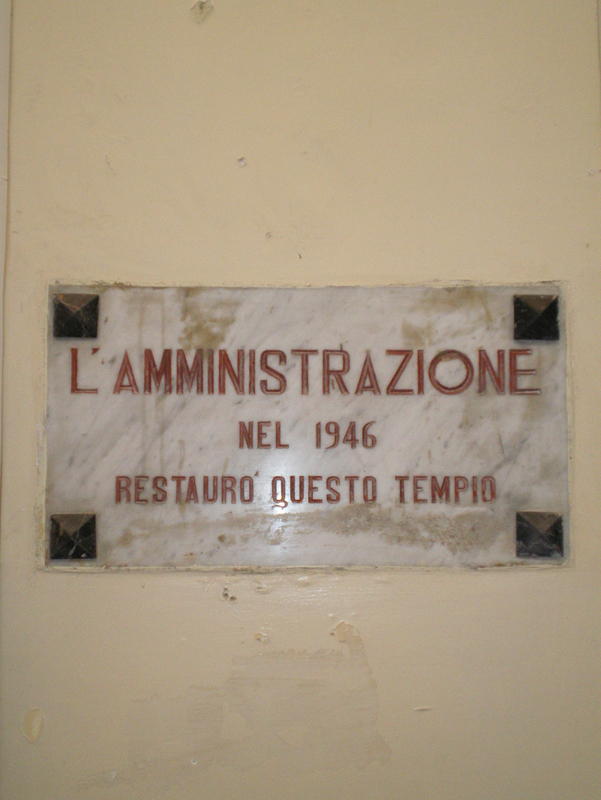
Lapide commemorativa dei lavori di restauro.
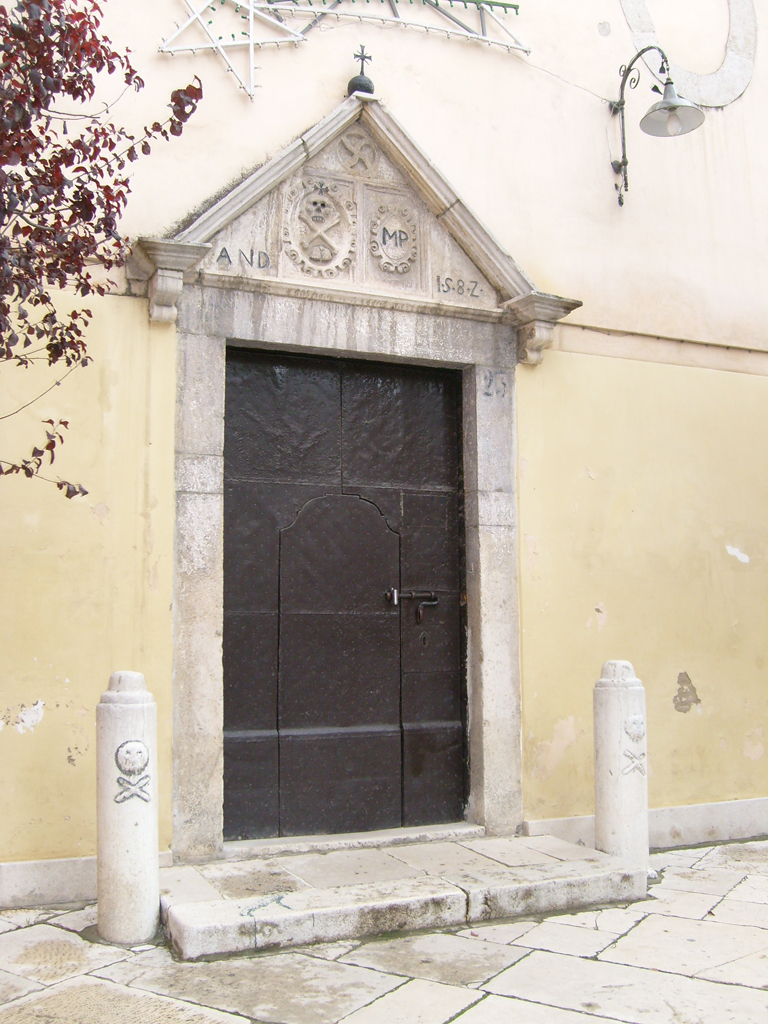
Portale frontale.
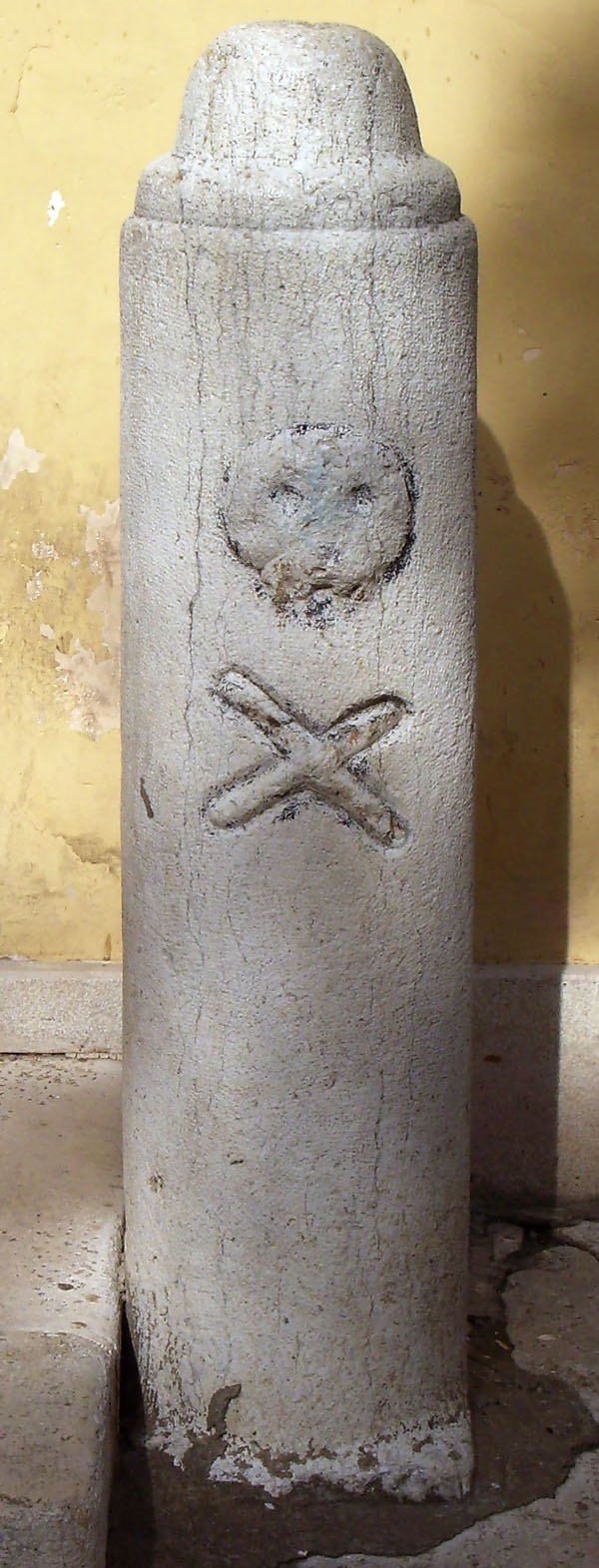
Cippo posto all'ingresso della chiesa.